# AWMY
AWMY, acroniem van A'wore' mary y'ne (Karaïbs: De lucht die we inademen), is een Surinaamse belangenorganisatie voor inheems-Surinaamse volken en gemeenschappen.
De organisatie richt zich op emancipatie van inheemsen en wil het principe van zelfbeschikking versterken. Ze voert projecten uit in de strijd om de inheemsen en het milieu te beschermen door ze aan te moedigen hun eigen potentieel te ontdekken.
De organisatie kent geen winstoogmerk en is actief in Suriname zelf en op internationale fora ten behoeve van Suriname. Ze werkt samen met de Speciale rapporteur voor de rechten van inheemse volkeren van de Verenigde Naties. De organisatie rapporteert indien nodig aan de rapporteur en aan het Permanente forum voor inheemse vraagstukken van de Verenigde Naties.

In 2024 nam AWMY de rol van waarnemer aan in de strafzaak van twee inheemse mannen die betrokken waren bij het gewelddadig inheems protest tegen gronduitgiftes in Pikin Saron. De organisatie legde het accent op de waarborging van de bepalingen in het Internationaal verdrag inzake burgerrechten en politieke rechten (BuPo), en met name op artikel 14 dat een eerlijke en openbare behandeling van de zaak voorstaat door een competent, onafhankelijk en onpartijdige rechtbank.